# Twierdza (film 1996)
Twierdza (ang. The Rock) – amerykański film sensacyjny z 1996 roku w reżyserii Michaela Baya. Został zadedykowany pamięci Dona Simpsona.

## Fabuła
San Francisco, lata 90. XX wieku. W trakcie zwiedzania nieczynnego więzienia Alcatraz, grupa żołnierzy Marines pod dowództwem generała Hummela (Ed Harris) bierze turystów za zakładników i opanowuje teren wyspy. Ogłaszają władzom, że są w posiadaniu rakiet z gazem VX, które mogą skazić znaczną część miasta, jeżeli rząd nie przekaże im wysokiej sumy pieniędzy. Generał Hummel, weteran wojny w Wietnamie i operacji Pustynna Burza, ma zamiar przekazać te pieniądze rodzinom poległych w tajnych misjach wojska USA żołnierzy, którzy ze względu na tajność operacji nie dostali odszkodowania. Na wyspę więzienną zostaje wysłana lojalna rządowi USA jednostka specjalna Navy Seals. W jej skład wchodzi między innymi więzień John Mason (Sean Connery), który przed wieloma laty uciekł z Alcatraz oraz biochemik Stanley Goodspeed (Nicolas Cage). Mają oni za zadanie powstrzymywać zbuntowanych wojskowych przed skażeniem San Francisco. Oddział komandosów, który kieruje całą operacją zostaje zlikwidowany. Goodspeed zostaje zmuszony w samotności zniszczyć rakiety. Pomaga mu w tym Mason, który zna więzienie.

## Obsada
- Sean Connery – John Patrick Mason
- Nicolas Cage – dr Stanley Goodspeed
- Ed Harris – generał Francis X. Hummel
- John Spencer – dyrektor FBI James Womack
- David Morse – major Tom Baxter
- William Forsythe – agent Ernest Paxton
- Michael Biehn – komandor Charles Anderson
- Vanessa Marcil – Carla Pestalozzi
- John C. McGinley – kapitan Hendrix
- Tony Todd – kapitan Darrow
- Gregory Sporleder(inne języki) – kapitan Frye
- Bokeem Woodbine – sierżant Crisp

## Produkcja
Zdjęcia do filmu kręcono w miastach San Francisco, San Bruno, San Pedro, Ventura i Los Angeles (Kalifornia). Okres zdjęciowy do filmu trwał od 30 października 1995 do 22 lutego 1996 roku.

## Odbiór
Film Twierdza spotkał się z pozytywną reakcją krytyków. W serwisie Rotten Tomatoes, 66% z sześćdziesięciu czterech recenzji filmu jest pozytywne (średnia ocen wyniosła 6,6 na 10). Na portalu Metacritic średnia ocen z 24 recenzji wyniosła 58 punktów na 100.

## Nagrody i nominacje
| Rok  | Miejsce                         | Nagroda       | Kategoria                                    | Odbiorcy i nominowani                                    | Wynik     |
| ---- | ------------------------------- | ------------- | -------------------------------------------- | -------------------------------------------------------- | --------- |
| 1997 | MTV Movie Awards 1997           | Złoty Popcorn | Najlepszy duet                               | Nicolas Cage i Sean Connery                              | wygrana   |
| 1997 | MTV Movie Awards 1997           | Złoty Popcorn | Najlepszy film                               | Twierdza                                                 | nominacja |
| 1997 | MTV Movie Awards 1997           | Złoty Popcorn | Najlepsza scena akcji żółte                  | Ferrari pędzące przez San Francisco                      | nominacja |
| 1997 | 69. ceremonia wręczenia Oscarów | Oscar         | Najlepszy dźwięk                             | Greg P. Russell, Keith A. Wester i Kevin O’Connell       | nominacja |
| 1997 | Nagrody Saturn 1996             | Saturn        | Najlepszy film akcji / przygodowy / thriller | Twierdza                                                 | nominacja |
| 1997 | Nagrody Saturn 1996             | Saturn        | Najlepsza muzyka                             | Hans Zimmer, Harry Gregson-Williams i Nick Glennie-Smith | nominacja |